# Leutesdorf
Leutesdorf est une municipalité viticole du Verbandsgemeinde Bad Hönningen, dans l'arrondissement de Neuwied, en Rhénanie-Palatinat, dans l'ouest de l'Allemagne.

## Géographie
Leutesdorf es un village viticole se situant sur la rive droite du Rhin, à l'extrémité nord-est du bassin de Neuwied (Neuwieder Becken), en face de la ville d'Andernach, cette dernière se trouvant en biais de l'autre côté du fleuve.
Le terrain de la commune de Leutesdorf s'étend du Rhin vers la dorsale du « Rhein-Wied-Rücken » appartenant au massif schisteux rhénan. Le plus haut point de la commune est à une altitude de 373 m. On remarque les vignes sur les versants en pentes, orientés vers le fleuve et vers le soleil. Les premières vignes ont été apportées par les Romains et la présence de la viticulture à cet endroit est attestée depuis le VIe siècle.
La largeur maximale du village ne dépasse pas les 500 m, se réduisant vers le sud, ou toute la vallée du fleuve devient plus étroite.
Le territoire communal fait partie du parc naturel « Naturpark Rhein-Westerwald ». La partie sud-ouest appartient géologiquement à la porte d'Andernach (de) qui est un passage assez étroit du Rhin à travers le massif rhénan.
Le bas du village subit régulièrement les crues du Rhin, notamment les maisons à proximité immédiate du fleuve. Leutesdorf est le plus ancien et le plus connu des villages viticoles dans la région du Rhin moyen (Mittelrhein).
Cépages principaux: Riesling blanc, Pinot noir, Pinot gris, Gewürztraminer…
Le vin de mures (Brombeerwein), une production locale, est également très apprécié à Leutesdorf.
Evolution du nombre d'habitants de Leutesdorf:
| Année | Habitants |
| 1815  | 1.200     |
| 1835  | 1.390     |
| 1871  | 1.598     |
| 1905  | 1.800     |
| 1939  | 2.042     |
| 1950  | 2.432     |
| 1961  | 2.396     |

| Année | Habitants |
| 1970  | 2.311     |
| 1987  | 2.047     |
| 1997  | 2.005     |
| 2005  | 1.904     |
| 2011  | 1.860     |
| 2017  | 1.739     |
| 2021  | 1.694     |

## Histoire
Le premier témoignage écrit sur la viticulture à Leutesdorf se trouve dans un poème de voyage « de navigo suo », écrite en 588 par Venantius Fortunatus décrivant son voyage en bateau sur la Moselle et le Rhin depuis Metz vers Andernach, accompagnant le roi mérovingien Childebert II. Il y fait mention des coteaux viticoles à cet endroit. Voir aussi: Histoire de la ville d'Andernach.  
Le nom du lieu est cité officiellement le 1er juillet 868 en tant que  Liuduuinesthorp, lorsque le roi carolingien Louis II de Germanie faisait don du domaine seigneurial (Fronhof) de Leutesdorf à la principauté abbatiale de Herford en Westphalie.
En 1419, Leutesdorf est attaché à la dépendance Hammerstein de l'électorat de Trèves, après que la lignée des burgraves de Hammerstein s'est éteinte.
Les baillies (Vögte) de Leutesdorf avaient un impact considérable sur le lieu, cela du XIIIe siècle jusqu'à l'extinction de la ligne de succession masculine autour de l'année 1460.
En 1543, le domaine seigneurial de Leutesdorf devint la propriété de l'abbaye cistercienne de Marienstatt (de).
En 1597 Leutesdorf devint membre de l'union de Linz (de), une association de villes du Rhin.
En 1618, la Zenn ou le Zehnthof (Maison de la Dîme) est construite par le bourgmestre Kuno Schmitz de l'électorat de Trèves. Cette maison servait, entre autres, comme résidence au prince électeur lors de ses séjours de chasse. 
Pendant la guerre de Trente Ans s'est établie à Leutesdorf un poste de péage fluviale. La „porte de péage“ (Zolltor) date de 1638 et constitue encore aujourd'hui un des symboles du village.
1646/47 : Construction de l'église de pèlerinage de la Sainte Croix (Heiliges Kreuz), sur l'initiative de Johannes Rieden. Dans la crypte se trouve une reproduction de la tombe du Christ (Heiliges Grab).
1750 : Construction du château de Marienburg sur la rive du Rhin, par le conseil de la cour de l'électorat de Trèves, Ernst Anton Sohler.
En 1803 Leutesdorf devint la propriété du Comte de Nassau-Usingen, puis de la maison de Nassau à partir de 1806.
1810:  Le domaine seigneurial (Fronhof) devient une propriété viticole.
En 1815, le village de Leutesdorf a été intégrée à la province rhénane du royaume de Prusse.
Le nom du village a changé au cours des siècles, depuis Liuduuinesthorp et Liudwinesthorp (village amie du peuple en 868) en passant par Ludesdorp (1333) vers Leudesdorf (1665). Depuis la fin du XIXe siècle s'est établie le nom actuel de Leutesdorf. La population est majoritairement de confession catholique (1993 : 80 %).

## Sites touristiques et culturelles
Depuis 2003 un chemin de randonnée viticole a été balisé sous le nom de Weinkul-Tour. Il s'agit d'une balade de 3,2 km à travers les vignes sur le thème du vin à Leutesdorf, avec 33 panneaux thématiques. Un premier sentier didactique du vin existait déjà depuis 1989.

### Musée
Depuis le 15 mai 2011, un petit musée du village a été aménagé dans une ancienne distillerie dans le vieux village près du Rhin. Vous y trouverez des informations intéressantes sur l'histoire de la viticulture et du village. 

### Domaine seigneurial (Fronhof)
Depuis l'an 868 jusqu'à 1543, ce Fronhof était le centre administratif pour 30 fermes de Rhénanie et du Westerwald qui étaient attachées à l'abbaye de Herford. Y était essentiellement produit le vin y compris le vin de messe abbatiale. 
En 1543, le domaine devint la propriété de l'abbaye cistercienne de Marienstatt (de).
Aujourd'hui subsistent le bâtiment principal avec sa substance romane et sa façade baroque orientée vers le Rhin ainsi que la veille maison du pressoir et la maison des baillis, dont les datations dendrochronologiques ont permis, jusqu'à présent, de remonter jusqu'au XVe siècle.

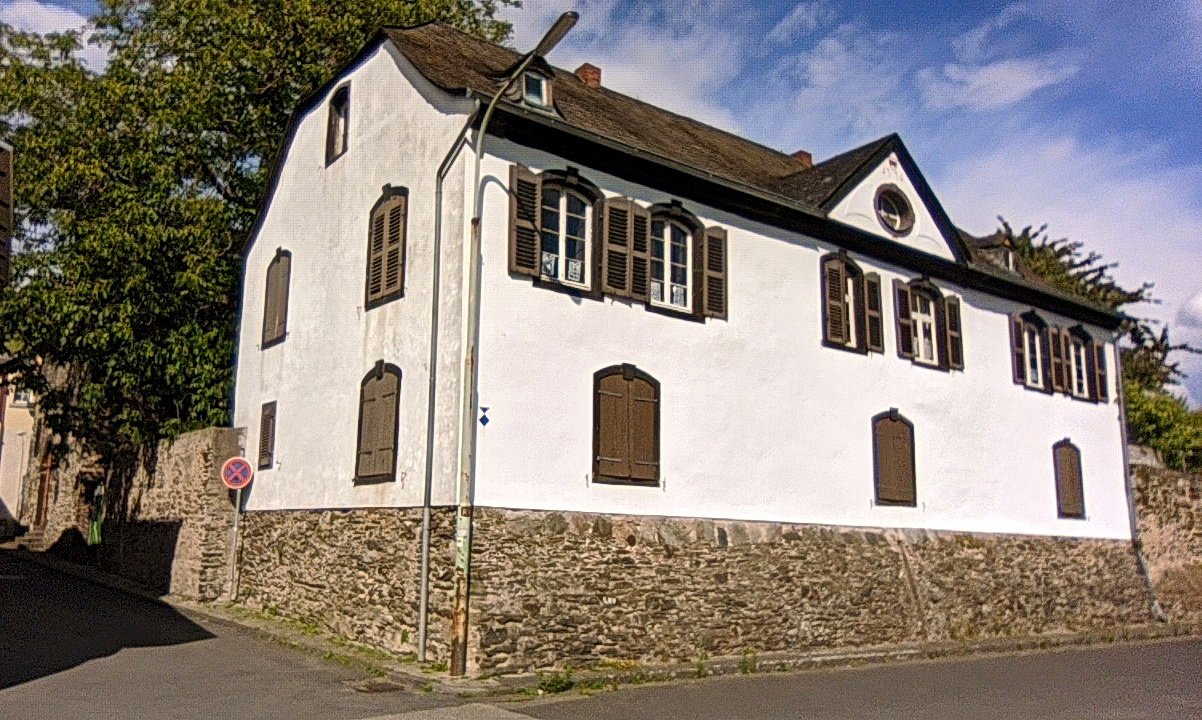
Fronhof en 2020, bâtiment principal vu côté Rhin

Le côté Rhin comprenait initialement 4 portes d'entrée qui ont été condamnées et remplis avec des gravats, ceci du fait de la nécessité d'une rénovation au XVIIIe siècle après plusieurs inondations.
Après qu'un bénitier en forme d‘arcature romane a été trouvé pendant des travaux de canalisation, on suppose que le domaine possédait sa propre église du début du Moyen Âge, ce qui serait conforme à la mention „duas casas dominicatas cum ecclesias“ dans l'acte de donation de Louis II de Germanie lorsqu'il offrit le Fronhof de Leutesdorf à la principauté abbatiale de Herford en 868, mais d'autres études seraient nécessaires sur ce sujet.
Depuis 1980, les bâtiments et la cour intérieure du domaine accueillent diverses manifestations, comme des expositions internationales d'art, des concerts, des exposés ainsi que des présentations de dance et artistiques.

### Zinn,ZennouZehnthof(maison de la Dîme)

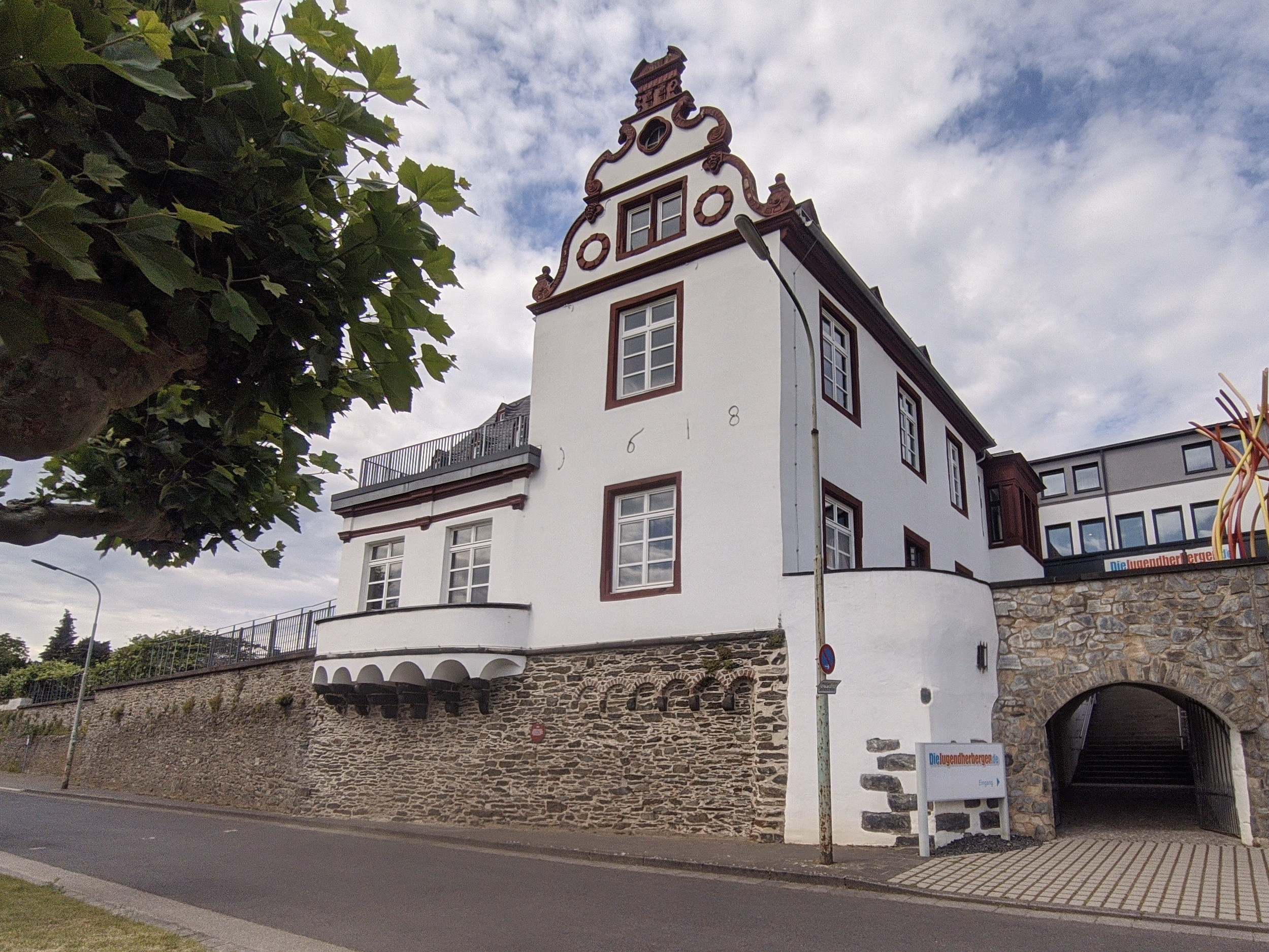
Zinn en 2020, vu côté Rhin

La maison de la Dîme de Leutesdorf (de) est connue sous les anciens noms de Zinn, Zenn ou Zehnthof. Ici était collecté le dixième de la totalité des vendanges (la dîme, à l'origine étymologique du nom), dû à l'époque, à l'abbaye de Herford.
Ce bâtiment était construit au bord du Rhin en 1618 par le bourgmestre Kuno Schmitz de l'électorat de Trèves. Il servait, entre-autres comme lieu de résidence pour le prince électeur lors de ses séjours de chasse. Riche en histoire, ce bâtiment est aujourd'hui restauré, et intégré dans un ensemble architectural de la nouvelle auberge de jeunesse Jugendherberge Kloster Leutesdorf près du fleuve. On remarque l'imposant mur de soutènement et le pignon renaissance côté Rhin. Le bâtiment est listé comme monument culturel du Land de Rhénanie-Palatinat.

### Porte de péage (Zolltor)
La Zolltor a été érigée en 1547, puis réaménagé en 1690 dans le style baroque par Johann Christoph Sebastiani, maitre bâtisseur der la cour de l'électorat de Trèves. 

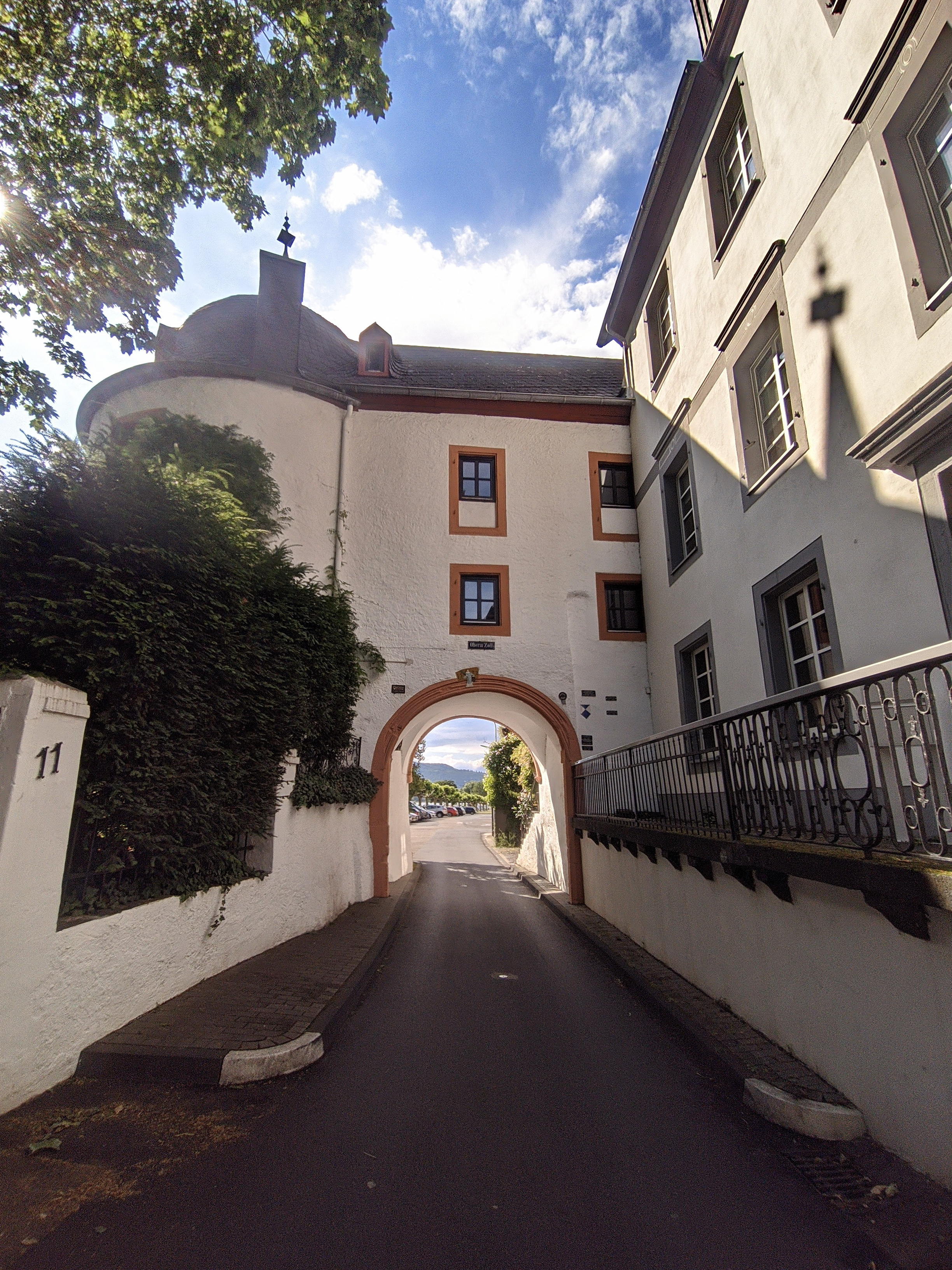
Zolltor en 2020 (porte de péage) Leutesdorf depuis le sud, le Rhin est à gauche de la tour.

Un péage fluvial à Leutesdorf est mentionné pour la première fois le 24 janvier 1309, lorsque l'empereur Henri VII donna ce poste de péage à Bartholomäus, préteur à Aix-la-Chapelle, afin que ce dernier puisse rembourser ses dettes. Puis, en avril de la même année 1309, l'empereur l'a racheté.  Après la mort d'Henri en 1313 il a été convenu que l'archevêque de Cologne reçoive tous les ans la somme de 200 livres de Turonenser Königsgroschen en dédommagement du préjudice subi par le poste de péage de Leutesdorf.
Depuis et pendant 300 ans, on ne trouve plus de témoignages sur le péage de Leutesdorf. En 1616 un nouveau poste de péage fluvial est établi à Hammerstein à quelques kilomètres au nord, mais relocalisé à Leutesdorf à cause de la guerre de Trente Ans. C'est seulement en 1638 que l'on retrouve des fonctionnaires de péage dans le registre des baptêmes du village. À la fin de 1688 le poste de péage n‘était plus en service. En 1690 le prince électeur de Trèves fait restaurer le bâtiment, comme le montrent plusieurs factures.
Les 4 maisons de résidence noble, adjacent au nord de la porte de péage (Zolltor) témoignent de la grande prospérité des fonctionnaires de péage. Ces maisons comprennent des ancrages au mur avec les chiffres 1687, 1770 et 1780. Elles ont été construites pour le propre compte des gens exerçant différents métiers de péage et de contrôle. À leur mort, elles passaient sur leurs successeurs. Le poste de péage de Leutesdorf s'arrêtait en 1805.
Aujourd'hui la Zolltor (porte de péage) est habité, après une restauration à grands frais. Lors de ces travaux a été trouvé une plaque de four en fonte avec les armoiries du prince électeur Johann Hugo von Orsbeck. Sur la partie sud de la porte sont fixés des marques de hauteurs des crues du Rhin. À côté de la clef de voûte se trouve une petite statue de „Sankt Laurentius“ (St. Laurent) qui est le patron protecteur de Leutesdorf.

### Église paroissiale St. Laurentius
L'église paroissiale St. Laurentius (St. Laurent) se trouve au centre du village. La version actuelle a été érigée en 1730, notamment par Paul Kurz, architecte à la cour de l'électorat de Trèves. Elle a été construite sur les fondations d'une église plus ancienne, de style roman. La tour actuelle date encore de cette époque romane.  À remarquer est l'orge de Stumm. 

### Nature et randonnées

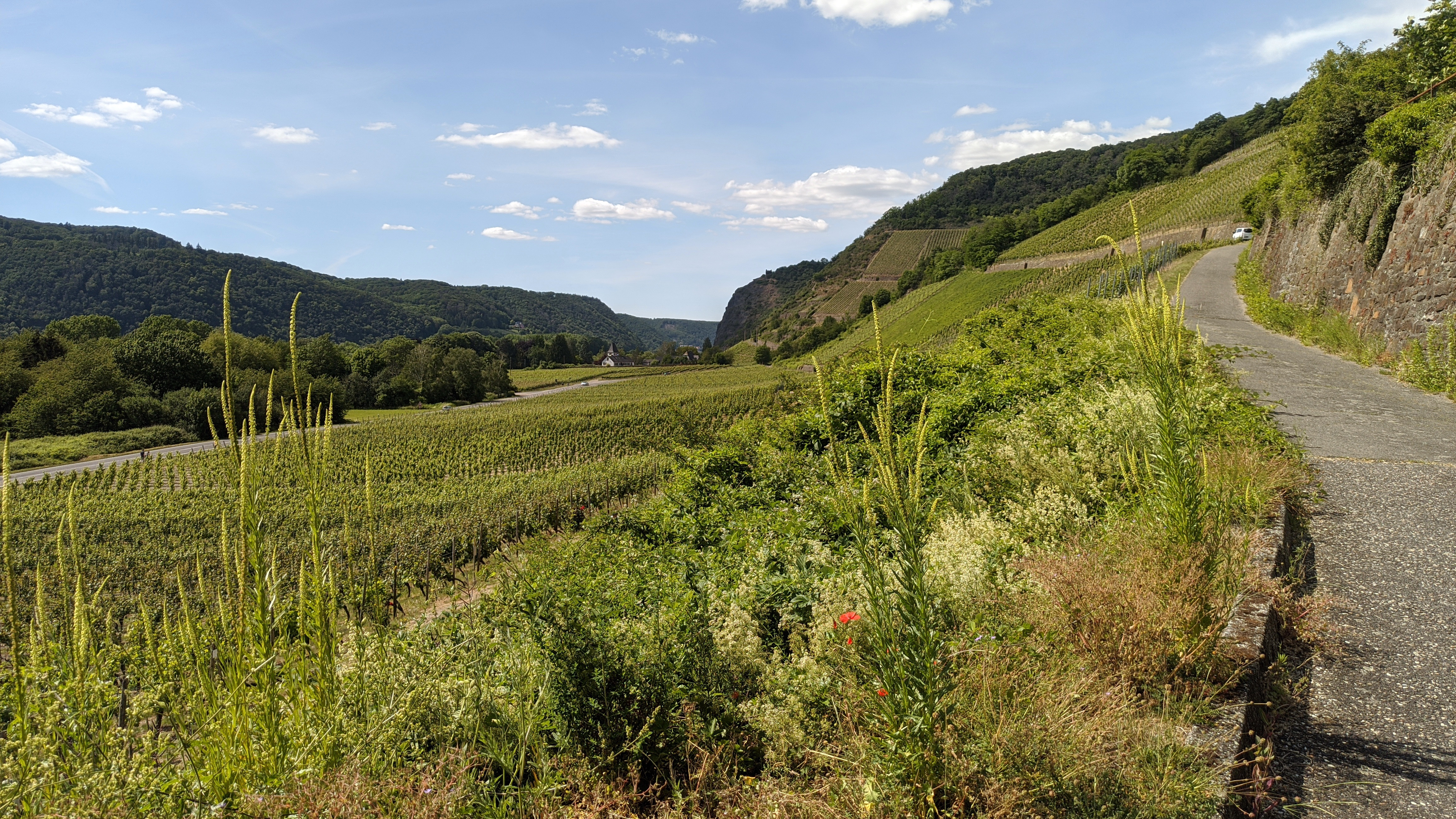
Chemin de randonnée dans les vignes de Leutesdorf; photo prise en 2020

Le territoire communal de Leutesdorf est traversé par le chemin de randonnée du Rheinsteig, par le Limeswanderweg (de) et par la piste cyclable du Rhein-Radweg, qui passe tantôt par la rive du fleuve, tantôt par les ruelles du village et tantôt par les vignes. Des randonnées sont possibles dans les vignobles et au-dessus, où se trouve la colline du Langenbergskopf avec ses plantes méditerranéennes rares, et qui a été désigné parc naturel depuis 1935. Par cet endroit on peut atteindre la „Edmundshütte“ (chalet d'Edmund), ou l'on peut se restaurer pendant les weekends et jours fériés en été. Encore plus haut se trouvent les anciens vergers avec un sentier didactique sur le thème de la pomme. Tout en haut se trouve également une plantation de mures, appartenant à la „Brombeerschenke“, un Gasthaus en pleine nature ou l‘on peut déguster des produits locaux réalisées à base de mures, y compris un vin et une liqueur de mûres. On y profite également d'une vue époustouflante sur la vallée du Rhin et le bassin de Neuwied.

## La viticulture à Leutesdorf
Leutesdorf compte actuellement 17 exploitations viticoles qui cultivent des vins de qualité à partir de trois vignobles principaux sur les coteaux du Rosenberg, de la Gartenlay et du Forstberg. On y compte environ un million de pieds de vignes. Le cépage principal est clairement le riesling blanc, considéré comme « la Reine » des sortes de raisin du Rhin. Mais on y cultive également le kerner, le Spätburgunder (pinot noir), le Dornfelder, le Müller-Thurgau ou Rivaner, le Grauburgunder (pinot gris), le Blauer Portugieser (portugais bleu), le gewurztraminer ainsi que quelque peu le chardonnay.
En 1927 il y avait à Leutesdorf 75 parcelles de vignes sur 130 ha, avec environ 1,3 million de pieds de vignes. En juin 1944 et de nouveau en 1972, une partie des vignobles était détruite par des éboulements de terrain après des intempéries violentes. Ces glissements de terrain avaient même passé sur la route fédérale B42 et atteint la ligne de chemin de fer dans la vallée.
Dans le cadre du remembrement des terres agricoles dans les années 1970, 2 378 parcelles éparpillées ont été regroupées. Aussi, de nouveaux chemins agricoles ainsi que 10,5 km de nouveaux murs de soutènement ont été construits, car les vignes se trouvent sur des pentes de 30 à 70 % (jusqu'à 35°). Le sol des vignes est constitué par les éléments érodés de schistes argileux. Si l'on se déplace vers le sud, on constate que ce terroir viticole est de plus en plus enrichi par de la pierre ponce volcanique. La pente et l'orientation des vignobles vers le sud/ sud-ouest permet un ensoleillement optimal, ce qui influe naturellement sur la qualité des vins. Dans ce domaine, la proximité du fleuve joue également un rôle primordial, à cause de l'humidité de l'air émanant de lui.
Dans des temps reculés, l'Abbaye de Maria Laach (de l'autre côté du Rhin) possédait plusieurs parcelles de vignes à Leutesdorf, cultivées alors par des vignerons d'Andernach. Aujourd'hui il n'en subsiste qu'une vigne symbolique (un pied de vigne). Plusieurs domaines viticoles de Leutesdorf sont dans la même famille depuis de nombreuses générations et remontent jusqu'en 1640.
La reine du vin de Leutesdorf, qui est incarnée traditionnellement chaque année par une jeune fille, est également reine du vin de Andernach (de l'autre côté du Rhin). Il est de coutume de planter un arbre chaque année en honneur de la reine du vin.

## Evènements à Leutesdorf
- Chaque deuxième weekend de septembre a lieu la fête du vin avec son défilé traditionnel. C'est un événement très apprécié dans la région, et cela non pas seulement pour les amateurs du vin. Les petites ruelles et les traditionnelles tavernes des vignerons appelés Straußwirtschaft (de) se remplissent alors, accompagné par l'agitation foraine sur la Rhein-Promenade qui longe la rive du Rhin, tout cela pendant 3 jours festives. Les tavernes Straußwirtschaften sont souvent aussi ouvertes en dehors des jours de fête, notamment pendant toute la période estivale.
- Pendant la période du carnaval, Leutesdorf organise son propre défilé ainsi que des concerts dans l'hôtel Leyscher Hof.
- La kermesse St. Laurentius Kirmes a lieu le deuxième weekend du mois d'aout. Elle est organisée traditionnellement par l'association des jeunes gens Kath. Junggesellen Verein 1857 e. V. depuis 1857.
- Des pièces de théâtre du groupe théâtrale de Leutesdorf, à différentes occasions.
- La Schützenfest (fête de tir) chaque année.
- Le traditionnel Emmausgang (pèlerinage d'Emmaüs) a lieu le lundi de paques chaque année. Traditionnellement cela commence par une messe dans l'église Kreuzkirche, puis le people se dirige vers les nombreuses tavernes des vignerons (Strauswirtschaften) pour y célébrer la fin de la période de jeûne. Cette ancienne tradition a été réanimée il y a quelques années et jouit d'une popularité croissante dans toute la région.
- Journée culinaire dans les vignes. Chaque deuxième dimanche du mois de mai (la fête des mères en Allemagne) les vignerons organisent une journée culinaire dans les vignes mêmes. Vous pouvez alors profiter des nombreux stands dressés sur les chemins des vignes, pour y déguster des spécialités accompagnées des vins de la production locale, tout en jouissant d'une vue splendide sur la vallée du fleuve. Depuis ces hauteurs vous avez une chance d'apercevoir une éruption du geyser d'Andernach, qui est le plus haut geyser d'eau froide au monde, et qui se trouve juste en face du Rhin. Il se visite en bateau à partir de la ville d'Andernach.